# 大空の祈り
「大空の祈り」は、1972年に日本ビクターから発売された内田喜郎のサードシングルである。

## 概要
ジャニーズ 在籍時代 最後のシングルである。
A面曲はRick Springfieldの『Speak To The Sky』、B面曲はFreddie Meyerの『Paint My Seasons』の日本語詞カバー。
2022年3月時点、未CD化。

## 収録曲
1. 大空の祈り
2. 泥まみれの青春 [2:24]